# Peter Dornauf
Peter Dornauf (* 25. November 1947 in Hamilton) ist ein neuseeländischer Dichter, bildender Künstler und ehemaliger Hochschullehrer. Seine Bilder und Texte kreisen um die Landschaften und Mentalitäten der neuseeländischen Waikato-Region, welche häufig als besonders repräsentativ für Middle New Zealand angesehen wird.

## Biographisches
Peter Dornauf wurde am 25. November 1947 in Gordonton, Neuseeland geboren und wuchs dort auf der elterlichen Farm auf. Ein Teil seiner Vorfahren stammte ursprünglich aus Deutschland und kam über Tasmanien zum Ende des 19. Jahrhunderts nach Neuseeland. Dornaufs Vater war im Zweiten Weltkrieg Soldat in der neuseeländischen Armee und verbrachte eine Zeitlang in Deutschland als Kriegsgefangener; er gewann nach dem Krieg bei einer Veteranen-Lotterie die Farm in Gordonton. Dornauf erlebte seine behütete Kindheit auf der Farm seiner Eltern in der fruchtbaren Waikato-Region als paradiesische Zeit, die in vielen seiner Bilder und Gedichte ein Echo findet. Die glücklichen Jahre der Kindheit im Kreis einer traditionellen Farmer-Familie, werden in Dornaufs Bildern und lyrischen Gedichten immer wieder, oft mit einem melancholischen Ton des Verlusts, evoziert.
Seine tertiäre Bildung schloss Dornauf 1968 mit einem Bachelor of Arts, 1969 gefolgt von einem Master of Arts ab, bevor er 1970 zusätzlich ein Diplom in Erziehungswissenschaften des Auckland Teacher’s College erwarb. Dornauf arbeitete daraufhin als Kunstlehrer an verschiedenen High Schools in der Waikato-Region. 1980 verbrachte er einen anderthalbjährigen Arbeits- und Studienaufenthalt in England, wo er in Little Abbington (unweit von Cambridge) wohnte und in einer nahegelegenen Oberschule unterrichtete, und auch Reisen in kontinentaleuropäische Länder unternahm.
Nach seiner Rückkehr nach Neuseeland unterrichtete Dornauf weiterhin an Schulen, in den 1990er Jahren auch an der Kunstschule der Waikato Polytechnic (heute Wintec) und an der University of Waikato, wo er Kunstgeschichte lehrte. Im Ruhestand setzte er seine Lehrtätigkeit u. a. in der Community Academy EarthDiverse fort und schrieb für die Waikato Times Kolumnen und Kunstkritiken. Er fungierte wiederholt als Juror für Kunst- und Literaturwettbewerbe, u. a. der Waikato Society of Arts und der Waikato Writers Group. Dornauf setzte sich in Vorträgen und Medienbeiträgen für den Erhalt der historischen Bausubstanz in der Waikato-Region ein. Seit 2020 ist Dornauf Chairperson des Waikato Bequest Trust, der für Museen Kunstwerke erwirbt und vor allem Künstler der Nordinsel fördert.
Im Auftrag des Waikato Museums gibt Dornauf das Buch ‘101 Waikato Artists’ über bedeutende Künstler der Waikato-Region heraus.
Das Waikato Museum in Hamilton, das Rotorua Museum und der James Wallace Arts Trust verfügen über umfangreiche Sammlungen von Dornaufs Gemälden und Zeichnungen. 1990 erhielt er den Gallagher National Art Award; einige Jahre darauf veranstaltete das Waikato Museum eine Werkschau von Dornaufs Gemälden (1995). 2015 erfolgte eine weitere Personalausstellung unter dem Titel Peter Dornauf: Icon Maker.

## Als bildender Künstler
Dornauf entdeckte sein Interesse an Malerei und Zeichnungen ebenso wie seine literarischen Interessen überraschend und erst relativ spät als bereits erwachsener Mann und entwickelte sie zunächst autodidaktisch. Die meisten seiner Gemälde, zumeist großformatige Akryl-Bilder, stehen in der Tradition des neuseeländischen und europäischen Expressionismus. Auch Dornaufs vornehmlich aus Holz geschaffenen Skulpturen, die stark stilisierte Menschen, Tiere und Gebäude darstellen und auf hohen, selbstgefertigten Podesten stehen, zeigen häufig Verbindungen zum Expressionismus.
Dornaufs künstlerisches Schaffen im Bereich der Acryl- und Öl-Malerei lässt sich formal in vier Phasen einteilen. Einer frühen und mittleren expressionistischen Phase, in der farbintensive, stilisierte Gegenstände und Landschaften aus Dornaufs Kindheit im Mittelpunkt stehen, folgte ab der Jahrtausendwende eine verstärkt graphische und abstrakte Phase. Darauf schließt sich seit etwa 2015 eine Periode an, in der Dornauf größere Formate wählte, die auf Leinwandrollen – statt zuvor auf Holz oder gerahmter Leinwand – kleine photorealistische Bilder zeigen, die in größere Farbflächen eingelassen sind. Um die auf photographischen Aufnahmen oder Zeitungsillustrationen basierenden kleinformatigen Bilder auf die Leinwand zu übertragen, entwickelte Dornauf eigens ein chemisches Abzugsverfahren. Vielfach sind die im letzten Jahrzehnt entstandenen Gemälde Dornaufs auch Text-Bilder, welche in einer reichen neuseeländischen Text-Bild Tradition (McCahon, Nigel Brown, Peter Robinson, John Reynolds, Shane Cotton, Emily Karaka) stehen, wobei Dornaufs Texte häufig auf Zitaten seiner Lyrik basieren. Dornaufs besonderes Talent für Linien- und Flächenkomposition wurde in unterschiedlichen Besprechungen seiner Ausstellungen hervorgehoben. Dornauf fertigt auch Holzskulpturen, die zumeist stilisierte menschliche Figuren oder historische Landmaschinen und Geräte auf hüfthohen Gestellen zeigen.
Frühe Einflüsse auf das malerische Werk verdanken sich der Rezeption Picassos und Mirós, aber auch des mitteleuropäischen Expressionismus, wie der von Sophie Taueber-Arp, und später dem Kontakt mit den Werken Colin McCahons, Richard Killeens, Gavin Chilcotts, seit 2000 auch der Beschäftigung mit dem Werk Cy Twomblys, Textilmustern des europäischen und neuseeländischen Jugendstils sowie der australischen Aboriginal Kunst.
Der aus einer fundamentalistisch christlichen Familie stammende Dornauf änderte seine Weltanschauung als junger Mann unter dem Eindruck neo-darwinistischer Lektüre. Obwohl Dornauf seit vielen Jahren vehement für eine metaphysisch „illusionslose“, materialistische Weltanschauung eintritt (etwa in einer Reihe von Broschüren und Sachtexten), ziehen sich die Motive des Paradise Lost in Gestalt der naiv-unschuldigen Kindheits- und Familienlandschaften sowie Anspielungen an biblische Motive durch sein gesamtes Werk. Ein wiederkehrendes Motiv seiner Bilder sind auch vereinfacht dargestellte Spielzeuge, so die neuseeländischen „Fun-Ho!“-Spielzeugautos, und historische Bedford-Lastwagen, die für Geborgenheit, Solidität und das Geerdetsein in der Waikato-Landschaft stehen. Dornauf fasst sein künstlerisches Programm folgendermaßen zusammen: „Ich wähle scheinbar gewöhnliche Dinge und rekonstruiere sie so, dass sie ihre elementaren und ursprünglichen Qualitäten durchscheinen lassen. Diese Dinge haben für mich eine besondere Wirkungskraft, die über das hinausgeht, was sie auf den ersten Blick darstellen. Ich versuche, ihnen eine Art ‚mythischen‘ Status zu geben, der ihnen hoffentlich eine Art Zeitlosigkeit verleiht.“
Dornauf arbeitet auch als Journalist und Kunstkritiker. In seinen Kolumnen in der Waikato Times setzte er sich u. a. für eine stärkere Förderung und Öffentlichkeit der neuseeländischen Gegenwartskunst, aber auch für den Erhalt des kulturgeschichtlichen Erbes in Aotearoa ein. In der neuseeländischen Kunstzeitschrift EyeContact schreibt er vor allem über zeitgenössische Kunst.

## Als Schriftsteller und Dichter
Dornaufs schriftstellerisches Werk umfasst verschiedene Genres, u. a. lyrische Gedichte, Novellen, Romanen, aber auch kulturgeschichtliche Monographien zu religiösen und philosophischen Themen. Diverse Texte Dornaufs haben Eingang in verschiedene neuseeländische Anthologien gefunden. Auch das schriftstellerische Werk Dornaufs kreist zumeist um das Ende der (scheinbaren) Idylle der Kindheitsjahre, die Vergänglichkeit des menschlichen Lebens und die Konsequenzen von auf moderne Wissenschaftstheorien gestützten Weltanschauungen wie dem Darwinismus und der Kosmologie Edwin Hubbles, wobei die Spannung zwischen Dornaufs kindlichen Religiosität und sein Atheismus als Erwachsener und seinen Versuchen, die materielle Welt ikonisch zu re-mythologisieren, sich durch das gesamte Werk zieht.
Mit seinem Romandebüt ‘Days of Grass’, der Parallelen zur Biographie seines Autors erkennen lässt, legte Dornauf 2003 den ersten Campus-Roman der Hamiltoner Universität vor. In der Novelle ‘Cosmos’ werden das mittelalterlich-theologische Weltbild Dantes und das wissenschaftliche Edwin Hubbles miteinander verwoben, und die Entwicklungen, die zur ‘transzendentalen Obdachlosigkeit der Moderne’ (Lukács) führten, beleuchtet. Die Lyriksammlung Metaphysical Midnight Cowboy Blues (2013) thematisiert in einfachen, aber eindringlichen Bildern die Frage nach dem Lebenssinn aus einer mittelneuseeländischen Perspektive. Zu Dornaufs kulturwissenschaftlichen Arbeiten zählt ‘How we were made’, eine Kulturgeschichte der Moderne, in welcher der Autor kunst- und ideengeschichtliche Entwicklungen, die zur Entstehung der (Post-)Moderne führten, parallel betrachtet.
Zu den seine Lyrik prägenden Lektüren gehören Texte von James Brown, Bill Manhire und Glenn Colquhoun. Verschiedene Gedichte Dornaufs sind neben zwei umfangreichen Gedichtbänden in neuseeländischen Anthologien erschienen. Als langjähriger ehemaliger Präsident der Waikato Writers Gruppe (innerhalb der New Zealand Society of Authors, PEN), verbindet Dornauf eine kollegiale Freundschaft mit anderen Autoren der Region, so Stephanie Christie, Norman Franke, Bob Orr, Vaughn Rapatahana. Dornaufs u. a. von William Faulkner, Don DeLillo, Philip Roth, Marilynn Robinson beeinflusstes novellistisches Schaffen und seine Sachbücher fanden vor allem im regionalen neuseeländischen Kontext Beachtung. Eine Auswahl von Dornaufs Gedichten aus den Anthologien Metaphysical Midnight Cowboy Blues (2013) und Every So Often (2017) ist auch ins Deutsche übersetzt. 2021 beteiligte sich Dornauf mit künstlerischer Graphik und seiner Lyrik an einer Benefiz-Anthologie für den Waikato Künstler und Dichter, Dean Ballinger, der an einer Motor-Neuronen Erkrankung litt.

## Kunstausstellungen (Einzelausstellungen, Auswahl)
- Peter Dornauf: Days of Grass, Waikato Museum, Hamilton (1995)
- Peter Dornauf: Icon-Maker, Waikato Museum, Hamilton (2015)
- Peter Dornauf, The Barberry Days, Wallace Gallery, Morrinsville (2020)

## Buchpublikationen (Auswahl)
- Day of Grass (Roman), Handmade Press, Hamilton 2003
- A to J: The Wandering Jew (Roman), Handmade Press, Hamilton 2012
- Cosmos (Novelle), Handmade Press, Hamilton 2013
- Metaphysical Midnight Cowboy Blues (Gedichte), Handmade Press Hamilton 2013
- Every So Often (Gedichte), Handmade Press, Hamilton 2017
- How we are made, Handmade Press, Hamilton 2016